# Superheroi

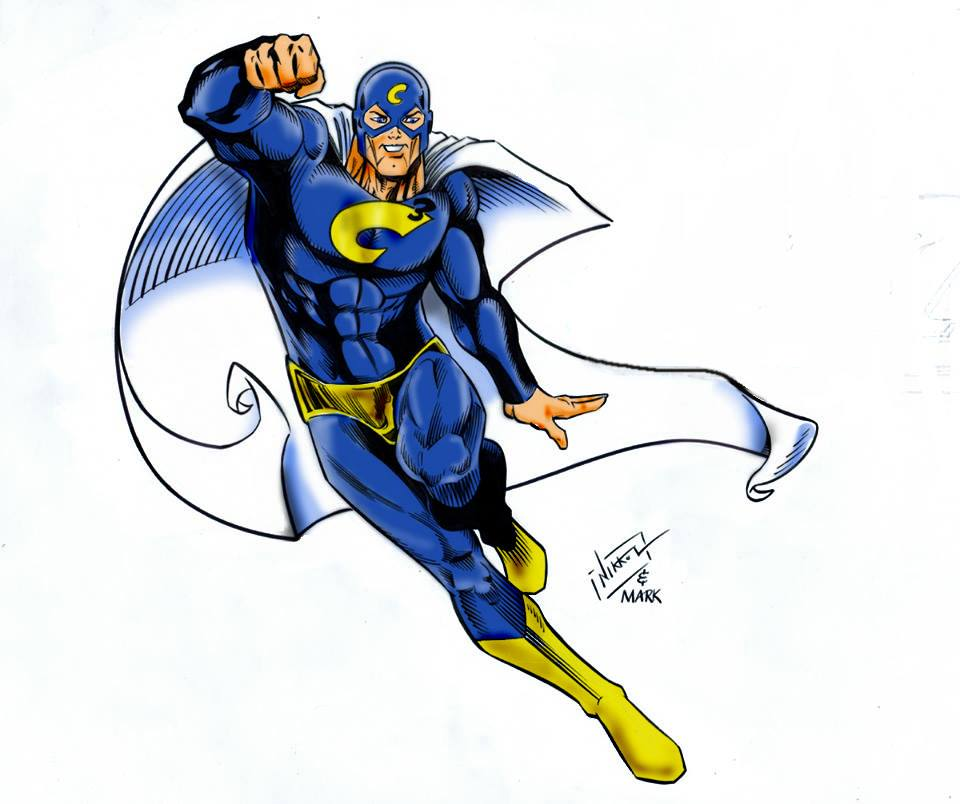
La mascota superheroica de la Connecticut ComiCONN.

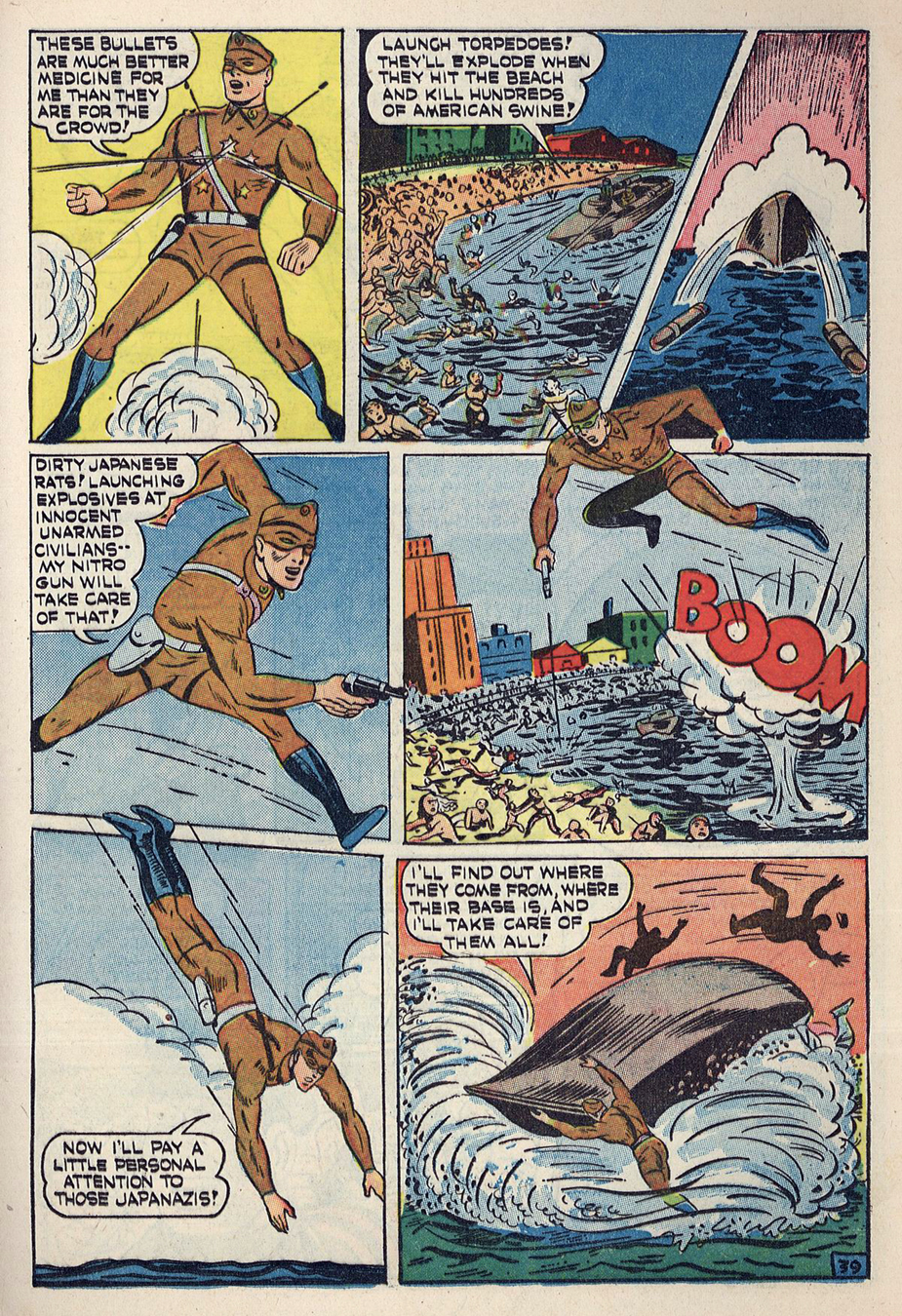
Pagina de Superheroi. On es pot veure que atura les bales, vola, té força sobrehumana, etcètera (no es Marvel ni DC).

Un superheroi és un personatge de ficció i un gènere de còmic, les característiques del qual superen les de l'heroi clàssic, generalment amb superpoders. Legalment, només els personatges pertanyents a Marvel Comics o a DC Comics poden fer-se anomenar "superherois", ja que és una marca registrada als Estats Units.
Els primers personatges de superherois originals de DC i Marvel inclosos Superman, Batman, Wonder Woman, Spider-Man i Hulk.

## Característiques
Algunes de les característiques més típiques dels superherois són:
- Tenir un origen o moment en què es converteix en superheroi, ja siga per ser el moment en què va obtenir les seues capacitats especials o el moment del trauma que el va obligar a això. Els més freqüents són:
  - Origen no humà: extraterrestres, déus mitològics, races fictícies apartades de la humanitat, robots, fantasmes, dimonis, etc. Exemples: Superman, Thor o Spawn.
  - Origen natural: mutants. Exemples: Wolverine i Ciclop.
  - Experiments científics. L'origen del superheroi pot ser una conseqüència accidental d'un experiment. Exemples: Spider-Man, Flash, Hulk o Els 4 Fantàstics. També poden ser inclosos experiments amb un fi cercat deliberadament (com ara el Capità Amèrica).
  - Obtenció de tecnologia avançada o artefactes místics, com l'anell de poder de Green Lantern o l'armadura d'Iron Man.
  - Traumes: per exemple, quan les seues famílies van ser assassinades (el Castigador o Batman).
- Posseir una o diverses capacitats especials:
  - Superpoders: capacitats superiors a les dels humans corrents, com ara llançar raigs energètics, volar, força sobrehumana, invulnerabilitat, telepatia, telecinesi, etc.
  - Tecnologia molt avançada a la seua època, com Green Lantern.
  - Poders místics, com el Doctor Estrany, Zatanna o el Doctor Destí. Generalment no apareixen com a poders "propis" del personatge, sinó com a tècniques ocultes d'invocació de poders o entitats sobrenaturals que podrien ser apreses i dominades per qualsevol que també les estudiara.
  - Coneixements d'arts marcials, científics, o d'un altre tipus, com Batman o Iron Fist.
  - Habilitats atlètiques, com el Capità Amèrica o Green Arrow.
  - Gran intel·ligència, com Batman i Mr. Fantàstic.
- La seua lluita desinteressada en defensa de l'innocent, ja siga combatent el crim, catàstrofes, invasions extraterrestres, o qualsevol altra amenaça, ben sovint al marge de la llei.
- La seua perfecció anatòmica, sol seguir cànons pròxims als grecollatins (encara que puguen seguir altres estètiques, com la del manga).
- Tenir una identitat secreta (doble identitat o àlter ego), una de "civil", aparençant ser una persona corrent, i una altra sota la qual actua com a superheroi, com Clark Kent (Superman) o Peter Parker (Spider-Man), Bruce Wayne (Batman), Diana Prince (Wonder Woman), Bruce Banner (Hulk), etc.
- Portar un cridaner uniforme, generalment molt ajustat i de colors cridaners, que sol ocultar la seua identitat secreta, al mateix temps que l'identifica com a superheroi.
- Posseir una galeria de supermalvats, personatges amb característiques semblants a les dels superherois excepte en les referides a la seua motivació i els seus mètodes, generalment oposats als d'aquest. Les històries sobre superherois quasi sempre involucren en algun grau un conflicte de l'heroi amb un malvat o grup de malvats.

## Aspecte mític
Les narracions de superherois constitueixen un subgènere de la ciència-ficció i poden considerar-se el transsumpte modern de les històries dels herois i deïtats de les mitologies clàssiques, amb la diferència que l'element religiós ha estat substituït per la ciència-ficció. No obstant això, també es pot parlar de la seua estructura de valors morals: generositat, sacrifici, autocontrol, pietat, etc. que converteixen els superherois en vertaders "sants" moderns ("salvadors del món" dins de la més autèntica tradició cristiana), en un món que no té fe en els antics.
Una altra diferència fonamental amb la mitologia clàssica rau en el fet que els superherois no solen morir, i les seues narracions s'estenen d'un comic book a un altre, mentre les vendes aguanten. Les seues aventures tendeixen així a estroncar-se (com ja vera Umberto Eco), en una certa atemporalitat, en la qual el personatge ja no pot envellir, i tot torna, de la mateixa manera que en els fulletons: els malvats reapareixen, els morts no són morts... Tampoc solen modificar de forma important la vida a la Terra, dedicant-se a assumptes de poca transcendència (no acaben amb la guerra ni la fam, per exemple).

## Història

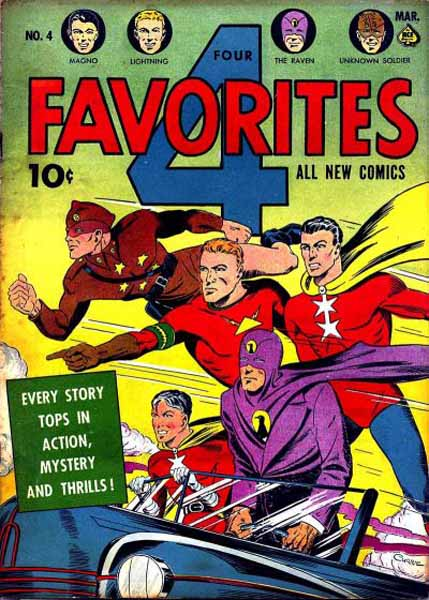
Portada d'un còmic dels inicis dels Superherois (no es Marvel ni DC).

Els superherois són una creació típicament nord-americana, desenvolupada en les historietes d'aquest país. És el triomf de l'individualisme, temperat amb la idea de servei a la comunitat i el treball en equip. Tradicionalment es considera que el primer superheroi va ser Superman, aparegut el 1938, encara que el concepte s'estava covant des de final dels anys 20 en les sèries d'aventures de grafisme realista i les pulp magazines. L'èxit de Superman va ser enorme i va generar una infinitat d'imitacions que van sostenir la indústria del comic book durant anys. Naixen llavors personatges com "Batman", la "Torxa Humana", "Namor", "Flash", "Green Lantern" i "Wonder Woman". Amb la inclusió dels Estats Units en la Segona Guerra Mundial, el subgènere es va anar orientant cada vegada més cap a la lluita contra el nazisme, i es van crear personatges patriòtics com el Capità Amèrica (1941), de Joe Simon i Jack Kirby.
La història dels superherois sol ser dividida en diverses "eres" o "edats".

### Edat Daurada
Un esdeveniment citat per molts marcant el començament de l'Edat Daurada va ser el debut el 1938 de Superman a Action Comics núm.1, publicat per Detective Comics (DC) (l'editorial que, després de la fusió amb altres empreses, s'anomenaria National Comics i en l'actualitat DC Comics).
Després de la Segona Guerra Mundial, l'èxit de les historietes de superherois va començar a disminuir, i van ser substituïdes per tota mena de gèneres (com la sèrie negra, historietes infantils, romàntiques, de monstres, westerns, etc.)., Tot això va canviar el 1961, quan seguint l'empremta de la Lliga de la Justícia de DC Comics, l'editorial Marvel Comics va decidir crear el seu propi grup de superherois i li va encarregar a l'editor i escriptor Stan Lee, que va treballar amb diversos artistes, principalment Jack Kirby.

### Edat d'Argent
El primer número d'Els 4 Fantàstics, obra de Lee i del dibuixant Jack Kirby, va aparèixer al novembre de 1961, i la humanitat dels personatges, sumada a la combinació d'elements d'altres gèneres molt més comercials de l'època, va catapultar la sèrie en les llistes de vendes. Esperonats per aquest èxit, Stan Lee, Jack Kirby i Steve Ditko entre d'altres, es van llançar a la creació de més i més personatges: "Hulk", "Thor", "Spider-Man", "Daredevil" o "X-Men", tots superherois amb problemes, ja foren de salut, econòmics, d'acceptació social, etc.

### Edat de Bronze
Habitualment es coneix com a Edat de Bronze dels superherois el període que va des de principi dels setanta fins a mitjans de la dècada dels vuitanta.

### Edat Moderna
A mitjan dècada dels huitanta els còmics de superherois van començar a decaure creativament i comercialment.
Entre tant, a pesar de portar alguns anys vivint a l'ombra de la Marvel, DC Comics va tenir alguns moments brillants, per exemple els Teen Titans de Marv Wolfman i George Pérez. El 1985 va llançar la seua Crisis on Infinite Earths, i va eliminar alguns herois i en va reinventar la majoria. Els superherois de la DC van tornar a estar de moda mentre els de la Marvel es quedaven enrere.
En la Marvel l'últim esdeveniment creatiu important d'aquell període (1985–1986) va ser Squadron Supreme, una maxi-sèrie de la ploma del ja difunt Mark Gruenwald que narrava de manera realista el que ocorreria si un grup de superherois decidira governar el món.
El 1986 va arribar Watchmen d'Alan Moore i The Dark Knight Returns de Frank Miller, ambdues de DC, obres considerades com les més importants i revolucionàries del seu gènere. Watchmen va ser esmentada anys després per la revista Time com una de les 100 novel·les més importants.
Aquestes dues obres van ser l'inici d'una nova era per als superherois. Una era caracteritzada per la seua foscor i violència. El 1988 va aparèixer en Marvel el personatge Venom, un assassí rival de Spiderman. Mentrestant, en DC el Joker, dispara i deixa paralítica a Batgirl, i Green Arrow mata a sang freda el criminal que havia segrestat i presumiblement violat Black Canary, la seua núvia.
El 1990 Marvel va llançar una nova col·lecció anomenada "Spider-Man" a seques; el dibuixant i escriptor d'aquesta col·lecció va ser Todd McFarlane. Les seues històries es caracteritzaven per no contenir diàlegs, reduir al mínim els texts i incloure molta violència. Poc després, MacFarlane i altres 6 dibuixants estrella van abandonar Marvel per a fundar Image Comics.
El 1991 a Marvel apareix un nou anti-heroi que tindrà prou èxit més endavant per tenir diverses sèries dedicades: Deadpool.
El 1992 Image va llançar el seu primer còmic: Youngblood, a través de Malibu Comics. Després van seguir altres títols com Savage Dragon, W.I.L.D.Cats i Spawn. La majoria d'aqueixos llibres van gaudir de grans vendes.
El 1996 Marvel va llançar Heroes Reborn, en què va lliurar per un any 4 dels seus títols ja moribunds: els "Venjadors", "4 Fantàstics", "Iron Man" i el "Capità Amèrica" a dos dels seus antics dibuixants: Jim Lee i Rob Liefeld. Açò va resultar un estrepitós fracàs i Marvel va haver de declarar-se en fallida.
Actualment el gènere s'ha revitalitzat, i han aparegut nous autors (Mark Millar, Brian Michael Bendis, J. Michael Straczinsky i Brian K. Vaughan amb els Runaways) i se n'han recuperat d'altres (Chris Claremont, Kurt Busiek, Alan Davis). Així, els superherois constitueixen la major part de la indústria de la historieta als Estats Units.
A més, els superherois han estat objecte moltes adaptacions cinematogràfiques i televisives, facilitades últimament per la millora dels efectes especials per la tecnologia digital. Podem destacar pel·lícules clàssiques com Superman (1978), de Richard Donner, Batman (1989) i Batman Returns (1992), ambdues de Tim Burton.
L'èxit de pel·lícules com ara Blade (1998), X-Men (2000) i Spider-Man (2002) han motivat l'aparició d'una multitud de projectes cinematogràfics i televisius protagonitzats per superherois, com Daredevil, (2003), Catwoman (2004), Hellboy (2004) i Hulk (2003).
Una de les més recents creacions és l'univers de “Graphene Man” (2015). Una història només existent en format paper, al més pur estil dels anys 90. El llibre “Graphene Man Génesis”, és el número ui únic fins a la data. Narra l'origen del superheroi (Gregorio García) i del seu antagonista MauriCIO. L'univers dels Hopers a què pertany "Graphene Man", té connexions amb el popular univers d'Iron Man i els Venjadors.

## Paròdies de superherois
El 1940 ja hi havia paròdies del gènere com Mighty Mouse. En anar-se'n establint-se els estereotips de superherois, creadors de molts camps van prendre elements d'aquest subgènere i els van combinar amb la seua pròpia obra. Per exemple, el 1969, l'editorial Mondadori, responsable de les historietes de personatges Disney, va dotar l'ànec Donald d'una altra identitat com Paperinik, influït per superherois com Batman i per altres personatges de ficció.
Les mateixes editorials que han desenvolupat el còmic de superherois també s'han adonat dels aspectes absurds i tòpics que es repeteixen, i han publicat còmics que ridiculitzen les convencions del gènere. Per exemple, Marvel va editar What the...?, sèrie que presentava en cada número diverses historietes paròdiques curtes creades pels mateixos autors que creaven els còmics seriosos de superherois. Sergio Aragonés ha realitzat treballs d'aquest tipus tant per a Marvel com per a DC.
Fora dels Estats Units, el dibuixant italià Leonardo Ortolani va crear el superheroi satíric Rat-Man el 1989, essencialment com una paròdia dels superherois clàssics, sobretot de Batman.
A l'Estat espanyol, el personatge creat per Josep Sanchis Grau el 1955, Pumby, es transformava quatre anys més tard en la seua revista capçalera, Súper Pumby, en el superheroi de Villa Rabitos. En aquest cas, els poders apareixien gràcies al consum de suc de taronja (Sanchis era valencià). Podríem dir que més tard d'hora, molts personatges han pagat el seu tribut a aquest subgènere del còmic, adquirint per un temps superpoders com en el còmic de Mortadel·lo i Filemó Los superpoderes. És possible afirmar seguint la mateixa línia de raonament que aquesta conversió (encara que siga momentània) és el resultat de la maduració d'un personatge: l'autor prova amb aqueix escenari com un més.
El 1973, el dibuixant Jan va crear Superllopis, que en essència és una paròdia de Superman, per a l'Editorial Bruguera, que l'incloïa en la seua línia d'historietes còmiques. Superlópez és el superheroi espanyol més llegit, i ja se n'han publicat més de 40 àlbums. En els noranta, Jan va crear a Superioribus, per a Comics Forum, l'editorial que publicava les traduccions de Marvel a Espanya. Les paròdies de Superioribus eren historietes d'una pàgina que s'incloïen en les revistes de superherois seriosos.
Cels Piñol també va veure publicades les seues historietes paròdiques breus de Fan letal en els còmics de Forum, com a complement a les historietes serioses. Posteriorment, ha publicat altres paròdies de superherois i de ciència-ficció, com Fanhunter, en còmics complets.

## Marca registrada
Als Estats Units, la paraula "Super Hero" ("superheroi", en anglès) és una marca registrada de forma conjunta per Marvel Comics i DC Comics, per la qual cosa només elles poden utilitzar-la legalment en els seus productes i campanyes comercials.
Segons sembla, ambdues editorials van sol·licitar la concessió de la marca registrada el 1979, i els la van concedir el 1981 en no haver-hi cap reclamació respecte d'això. Segons la mateixa sol·licitud original, la paraula portava utilitzant-se comercialment almenys des del 1966.
En tractar-se d'una marca registrada, i no un copyright, açò no impediria qualificar de "superheroi" un personatge d'una altra editorial a l'interior de les seues històries. Però, en la pràctica, moltes altres editorials nord-americanes eviten l'ús de la paraula, utilitzant en comptes d'això termes com "metahumà" o "mutant".
Marvel i DC han demandat en el passat altres empreses, o han amenaçat de fer-ho, per utilitzar sense permís la paraula "super hero" en els seus productes; alguns exemples són el "Gunstar Súper Herois" de Sega o el còmic "Súper Hero Happy Hour" de Dan Taylor.